# Championnat d'Inde de football 2019-2020
Ne doit pas être confondu avec Indian Super League 2019-2020.
Navigation
Saison précédente Saison suivante
La saison 2019-2020 du championnat d'Inde de football est la 24e édition du championnat national de première division indienne. Les équipes sont regroupées au sein d'une poule unique, où elles rencontrent leurs adversaires deux fois, à domicile et à l'extérieur. À l'issue du championnat, le dernier du classement est relégué et remplacé par le meilleur club de deuxième division. 
Minerva Punjab défend son titre, le club se renomme Punjab FC. 
Le 18 avril 2020, la fédération annonce l'arrêt du championnat à cause de la pandémie de Covid-19 et déclare Mohun Bagan champion. Il n'y aura pas de relégation cette saison.

## Compétition
Le classement est établi sur le barème de points classique (victoire à 3 points, match nul à 1, défaite à 0).

### Classement
| Rang | Équipe                 | Pts | J  | G  | N | P  | Bp | Bc | Diff |
| ---- | ---------------------- | --- | -- | -- | - | -- | -- | -- | ---- |
| 1    | Mohun Bagan            | 39  | 16 | 12 | 3 | 1  | 39 | 16 | +23  |
| 2    | Kingfisher East Bengal | 23  | 16 | 6  | 5 | 5  | 23 | 18 | +5   |
| 3    | Punjab FC              | 23  | 16 | 5  | 8 | 3  | 23 | 21 | +2   |
| 4    | Real Kashmir           | 22  | 15 | 6  | 4 | 5  | 16 | 14 | +2   |
| 5    | Gokulam Kerala         | 22  | 15 | 6  | 4 | 5  | 20 | 19 | +1   |
| 6    | TRAU FCP               | 22  | 17 | 6  | 4 | 7  | 17 | 27 | -10  |
| 7    | Chennai CityT          | 20  | 15 | 5  | 5 | 5  | 20 | 21 | -1   |
| 8    | Churchill Brothers     | 20  | 15 | 6  | 2 | 7  | 23 | 21 | +2   |
| 9    | NEROCA                 | 18  | 16 | 5  | 3 | 8  | 27 | 35 | -8   |
| 10   | Aizawl                 | 16  | 15 | 3  | 7 | 5  | 17 | 19 | -2   |
| 11   | Indian Arrows          | 9   | 13 | 2  | 3 | 11 | 7  | 20 | -13  |

|  | Qualification pour la Coupe de l'AFC 2021 (Sous condition)                          |
|  | Relégation directe en deuxième division                                             |
|  | T : Tenant du titre C : Vainqueur de la Coupe d'Inde P : Promu de deuxième division |

## Bilan de la saison
| Championnat d'Inde de football 2019-2020 |                         |
| Champion                                 | Mohun Bagan (12e titre) |
| Qualifications continentales             |                         |
| Coupe de l'AFC 2021                      | Mohun Bagan             |
| Promotions et relégations                |                         |
| Promus en I-League                       | Mohammedan SC           |
| Relégués en I-League 2e division         | aucun                   |